# 美浜郵便局 (千葉県)
美浜郵便局（みはまゆうびんきょく）は千葉県千葉市美浜区にある郵便局である。民営化前の分類では集配普通郵便局であった。

## 概要
住所：〒261-8799 千葉県千葉市美浜区真砂4-1-1

### 併設施設
- ゆうちょ銀行美浜店（さいたま支店美浜出張所）：取扱店番号 056620

### 作業所
- 幸町作業所 - 住所：〒261-0001 千葉県千葉市美浜区幸町2-8
- 高浜作業所 - 住所：〒261-0003 千葉県千葉市美浜区高浜4-12-1（千葉高浜郵便局に併設）
- 高洲作業所 - 住所：〒261-0004 千葉県千葉市美浜区高洲2-3-14（千葉高洲郵便局に併設）
- 真砂作業所 - 住所：〒261-0011 千葉県千葉市美浜区真砂1-12-18（千葉真砂一郵便局に併設）
- 千草台作業所 - 住所：〒263-0013 千葉県千葉市稲毛区千草台1-1
- あやめ台作業所 - 住所：〒263-0052 千葉県千葉市稲毛区あやめ台1
- 小仲台作業所 - 住所：〒263-0054 千葉県千葉市稲毛区宮野木町984-11

## 沿革
- 1992年（平成4年）4月6日 - 美浜郵便局として、美浜区真砂四丁目に開局[1]。
- 1993年（平成5年）7月1日 - 外国通貨の両替および旅行小切手の売買に関する業務の取扱を開始。
- 2007年（平成19年）10月1日 - 民営化に伴い、併設された郵便事業美浜支店、ゆうちょ銀行美浜店に一部業務を移管。
- 2008年（平成20年）8月13日 - JPローソン美浜郵便局店がオープン。
- 2012年（平成24年）10月1日 - 日本郵便株式会社発足に伴い、郵便事業美浜支店を美浜郵便局に統合。

## 取扱内容

### 美浜郵便局
- 郵便、印紙、ゆうパック、内容証明
- 生命保険、バイク自賠責保険、自動車保険
- 千葉市美浜区全域（〒261-xxxx）および稲毛区全域（〒263-xxxx）の集配業務
- ゆうゆう窓口

### ゆうちょ銀行美浜店
- 貯金、貸付、為替、振替、振込、国際送金、外貨両替、トラベラーズチェック、国債、投資信託、変額年金保険
- ATM

## 風景印
- 表記は『美浜』
- 図案は『千葉マリンスタジアム』『幕張メッセ』・市の花『夾竹桃』
- 使用開始日は1992年（平成4年）4月6日。

## 周辺
- 千葉市美浜区役所
- 千葉市美浜消防署
- 真砂中央公園
- 千葉県立検見川高等学校

## アクセス
- JR京葉線 検見川浜駅（北口）から徒歩約11分
- 千葉海浜交通「美浜区役所」停留所下車
- 東関東自動車道 湾岸千葉ICから南東へ約2.5km
- 駐車場：12台